# Carré sémiotique
Le carré sémiotique, proposé par les linguistes et sémioticiens François Rastier et Algirdas Julien Greimas, est un outil servant à  formaliser les relations entre des signes sémiotiques et à représenter l'émergence de la signification à l'intérieur d'une structure. Il serait dérivé dans une certaine mesure du carré logique d'Aristote. Il a d'abord été présenté dans un article en anglais publié  dans la revue Yale French Studies en 1968 : (Greimas, A. J., & Rastier, F. (1968). The interaction of semiotic constraints. Yale French Studies, (41), 86-105).

## Description
Le carré sémiotique consiste à représenter les concepts qui sont à la base d'une structure, tel un récit ou un message publicitaire, en binômes de termes opposés et contradictoires du type vrai/faux, non-vrai/non-faux. Cela en fait apparaître les relations de conjonction et de disjonction, placées respectivement au sommet et à la base du carré, tandis que les côtés font apparaître les rapports de complémentarité et correspondent à la « deixis », celle de gauche étant positive et celle de droite négative.
À partir d'une opposition donnée de deux concepts S1 et S2, placés au sommet du carré, sur l'axe des contraires, le carré sémiotique met ces concepts en relation avec leurs contradictoires ~S2 et ~S1, placés à la base du carré, sur l'axe des subcontraires. Les relations entre les quatre concepts sont les suivantes :
- S1 et S2: axe de l'opposition ;

Le carré sémiotique

- diagonales S1 et ~S1, S2 et ~S2: axes des contradictions ;
- S1 et ~S2: implication (deixis positive) ;
- S2 et ~S1: implication (deixis négative) ;
- ~S2 et ~S1: axe du neutre (ni l'un, ni l'autre).

Le carré sémiotique permet également d'obtenir, dans un deuxième mouvement, un certain nombre de méta-concepts, qui sont composés à partir des quatre premiers. Parmi ces méta-concepts, les plus importants sont :
- S1 et S2 ;
- ni S1 ni S2.

Par exemple, à partir de la paire de concepts opposés masculin/féminin, on obtient :
- S1: masculin ;
- S2: féminin ;
- ~S2: non-féminin ;
- ~S1: non-masculin ;
- S1 et S2: à la fois masculin et féminin, c'est-à-dire hermaphrodite, bisexué ;
- ni S1 ni S2: ni masculin ni féminin, c'est-à-dire asexué.

Greimas prend soin de préciser que le carré sémiotique présente un « noyau taxinomique non narrativisé », c'est-à-dire une structure logico-sémantique antérieure à toute inscription dans une temporalité. L'intérêt de cette structure à quatre termes est d'offrir un dispositif permettant à la fois de « saisir les objets sémiotiques en tant que signification et en même temps de se représenter comment la signification est produite par une série d'opérations créatrices de positions différenciées ».

## Critique
L'affirmation de Greimas selon laquelle la structure du carré sémiotique est, dans son être formel, assimilable au carré logique a été critiquée par plusieurs auteurs. Claude Bremond a été l'un des premiers à souligner les entorses que le carré sémiotique fait au carré logique. Critiquant la disposition canonique du « carré de la véridiction », dont Greimas fait grand usage, Bremond démontre que, logiquement, la conjonction du non-paraître et du non-être ne peut pas être la fausseté, mais « le pur néant ». Thomas Pavel reprend cet argument, ainsi que les problèmes posés par la conversion, et insiste sur la nécessité de corriger les insuffisances logiques du carré, faute de quoi cet outil risque d'être assimilé à une gnose et de perdre toute crédibilité scientifique.
De la même façon, Jean Petitot a démontré l'impossibilité formelle de traduire le carré en termes d'algèbre logique (booléenne). À la suite de Bremond, il montre que « l'axe non-S des subcontraires n'est pas à proprement parler un axe sémantique car le sème non-S s'interprète comme absence absolue de sens. La négation possède un statut métasémiotique et l'on ne voit pas comment on peut en faire la base du carré sémiotique sans rendre celui-ci inconsistant ». Il faudrait donc renoncer au statut logique du carré sémiotique et lui reconnaître plutôt une valeur topologique en le reformulant « en termes d'archétypes de différenciation et de systèmes de discontinuités ».
Cette position est partagée par Anne Hénault, pour qui la vraie nature de la rationalité du carré sémiotique « est non logique, mais géométrique et topologique ». Une telle conception revient à placer au niveau profond les caractéristiques topologiques que Greimas attribue au niveau superficiel de la syntaxe narrative.
C'est à une même conclusion qu'arrive Paul Ricœur, mais pour des raisons différentes. Raisonnant à l'aide de Kant sur la relation entre les concepts de conflit et de contradiction, le philosophe affirme que « l'opposition d'un sujet à un anti-sujet n'est pas celle de deux faire contradictoires. On peut craindre qu'elle ne se rapproche pas davantage de la contrariété ».
Quoi qu'il en soit de ces critiques, il faut considérer le carré sémiotique comme un outil heuristique propre à stimuler l'imagination, une carte de possibilités logiques dont certaines pièces ne sont pas fournies d'avance et que l'interprète doit reconstruire en fonction des données linguistiques et culturelles dont il dispose.
Des alternatives au carré sémiotique ont été proposées. Il s'agit par exemple des graphes conceptuels ou des matrices de concepts.

## Applications pratiques
Parmi les possibles applications pratiques de ce modèle logico-sémantique qu'est le carré sémiotique, il faut citer son utilisation comme outil d'analyse des discours textuels et visuels notamment dans le domaine du marketing, de la publicité et de la communication. Cette exploitation du carré sémiotique comme mapping dynamique, à la fois analytique et heuristique, pour rendre compte des différents positionnements existants ou virtuels dans un univers de produits par exemple, s'inscrit dans le développement, à partir des années 1980, de l'utilisation des modèles de la sémiotique greimassienne dans le champ des études de marchés, notamment à l'initiative de Jean-Marie Floch et de Jean-Pierre Martinez au sein de l'Institut Ipsos.